# يون أرنور ستيفانسون
يون أرنور ستيفانسون (بالآيسلندية: Jón Arnór Stefánsson)‏ مواليد 21 سبتمبر 1982 في ريكيافيك، هو لاعب كرة سلة أيسلندي. بدأ مسيرته الاحترافية في سنة 2000. يلعب مع فريق نادي ريكيافيك لكرة السلة في الدوري الأيسلندي لكرة السلة. يحمل الرقم 1. يبلغ طوله 6 قدم 5 بوصة (2.0 م).

## المسيرة الاحترافية
لعب مع ريكيافيك من سنة 2000 إلى 2002، ثم لعب مع تي بي بي ترير في الدوري الألماني في موسم 2002–2003، ثم لعب مع دالاس مافيريكس في موسم 2003–2004، ثم لعب مع باسكت نابولي في موسم 2005–2006، ثم لعب مع فالنسيا باسكت في الدوري الإسباني في موسم 2006–2007، ثم لعب مع فيرتوس روما في الدوري الإيطالي في موسم 2007–2008، ثم لعب مع ريكيافيك في موسم 2008–2009، ثم لعب مع تريفيزو لكرة السلة في الدوري الإيطالي في سنة 2009، ثم لعب مع غرناطة من سنة 2009 إلى 2011.

## الإنجازات

### الإنجازات مع النادي
- 2004–05
- كأس إيطاليا لكرة السلة (1): 2006

## إحصائيات المسيرة

### الدوري الأوروبي
| السنة   | الفريق           | لعب | بدأ | دقيقة | ميداني% | ثلاثية | حرة  | ارتداد | صنع | استلاب | تصدي | نقطة | أداء |
| ------- | ---------------- | --- | --- | ----- | ------- | ------ | ---- | ------ | --- | ------ | ---- | ---- | ---- |
| 2006–07 | فيرتوس روما      | 6   | 0   | 18.2  | .359    | .133   | .800 | 1.8    | .8  | 1.0    | .0   | 6.3  | 2.8  |
| 2007–08 | فيرتوس روما      | 15  | 5   | 25.5  | .386    | .311   | .796 | 2.3    | 1.3 | 1.1    | .0   | 10.0 | 7.7  |
| 2014–15 | بالونكيستو مالقا | 20  | 3   | 13.1  | .396    | .286   | .600 | .6     | 1.2 | .2     | .0   | 5.1  | 1.6  |
| المسيرة |                  | 41  | 8   | 18.4  | .386    | .280   | .750 | 1.4    | 1.2 | .6     | .0   | 7.1  | 4.0  |

## روابط خارجية
- يون أرنور ستيفانسون على موقع الاتحاد الدولي لكرة السلة (الإنجليزية)
- يون أرنور ستيفانسون على موقع الدوري الأوروبي لكرة السلة (الإنجليزية)
- يون أرنور ستيفانسون على موقع الدوري الإسباني لكرة السلة (الإسبانية)
- يون أرنور ستيفانسون على موقع كرة السلة الأوروبية.كوم (الإنجليزية)
- يون أرنور ستيفانسون على موقع ريلجم (الإنجليزية)
- يون أرنور ستيفانسون على موقع بروبوليرز (الإنجليزية)
- يون أرنور ستيفانسون على موقع سبورتس رفرنس (الإنجليزية)